# Akawa
Akawa est une localité située à quinze kilomètres au sud de la ville de Bouaké. Ce village est lié à l’histoire de la reine Abla Pokou qui en a été la première cheffe.

## Histoire
Située dans la région du Gbêkê, à quinze kilomètres de Bouaké, Akawa est un village baoulé appartenant au Royaume de N’drannouan,. Cette localité (Akawa) est fondée vers 1730 par la reine Abla Pokou, à la suite de l’exode des baoulés Assabou qu’elle conduit entre la fin du 17ème siècle et le début du 18ème siècle, depuis le pays ashanti (Ghana) jusqu’en Côte d’Ivoire. A leur arrivée dans la région de Gnanmonou (ou Niamonou), qui se trouve sur l’axe routier Bouaké-Didievi, Abla Pokou décide qu’ils s’installent dans la forêt de Gnanmonou en bordure d’un cours d’eau auquel elle donne le nom de « N’drahan-bah » et qui va devenir « N’drannouan »,. Pour marquer la fin de leur exode, elle prononce le mot baoulé « N’ka wa » qui signifie « je reste ici ». C’est d’ailleurs ce mot qui est à l’origine du nom Akawa. Quant à la rivière « N’drahan-bah », elle donne son nom au royaume N’drannouan que fonde Abla Pokou avec pour capitale Akawa,.

## Liste des chefs
La liste des chefs d’Akawa depuis sa création :
| Chefs                            | Années de règne |
| -------------------------------- | --------------- |
| La reine Abla Pokou              | 1737-1760       |
| Apindrin Mlan                    | 1762-1773       |
| Houffoué Moungoh                 | 1774-1802       |
| Mlan Yebouet                     | 1805-1825       |
| Mlan Kanou alias Amoin Kane 1ère | 1826-1845       |
| N’gatta Yobouet                  | 1847-1858       |
| Moungoh Assouman                 | 1859-1875       |
| Koffi Zozogou                    | 1878-1908       |
| Ahogo Amani                      | 1909-1925       |
| Kouadio Gbogou                   | 1937-1963       |
| Yebouet Kouamé                   | 1964-1994       |
| Yebouet Konan Denis              | 1996-2008       |
| Nanan Moungoh II                 | en cours        |